# Mouette de Hartlaub
Chroicocephalus hartlaubii
Espèce
Statut de conservation UICN

 LC  : Préoccupation mineure
La Mouette de Hartlaub (Chroicocephalus hartlaubii) est une espèce d'oiseaux de la famille des Laridae.
Son nom commémore l'ornithologue allemand Gustav Hartlaub (1814-1900).

## Habitat et répartition

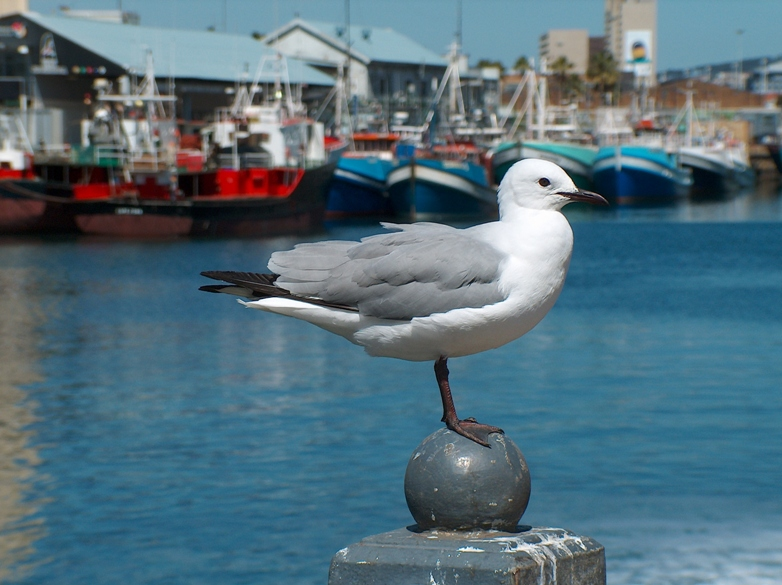

Elle vit le long des côtes du sud de la Namibie et l'ouest de l'Afrique du Sud.

## Mensurations
Elle mesure 37 - 39 cm pour 235 - 340 g, avec une envergure de 89 - 92 cm.

## Alimentation
Elle se nourrit d'invertébrés, d'insectes, de Laminariales etc.